# 圣巴德利爵主教座堂 (纽约)
纽约圣巴德利爵主教座堂（St. Patrick's Cathedral, New York City），或譯聖派翠克大教堂，是美国纽约市的一座新哥特式天主教教堂，天主教纽约总教区的主教座堂以及本堂区圣堂，位于曼哈顿中城50街和51街之间的第五大道东侧，面对洛克菲勒中心。教堂為哥德復興式建築，是紐約主要觀光景點之一。紐約每年聖派翠克節的遊行也在教堂前的街道進行。

## 历史

### 购买地产
1810年3月6日，耶稣会用11000美元购买了今日主教座堂所在的土地，为年轻的天主教徒开办纽约文学学校（New York Literary Institution）。学校关闭后出售给纽约教区。 1814年，教区将这块地送给躲避法国政府迫害逃亡到美国的严规熙笃会院长Augustin LeStrange，他在这里开办修道院，并且还照料33名孤儿。同年拿破仑倒台，修道士返回法国。这块土地指定用作墓地。19世纪末，教区在附近开办一所孤儿院。一些熙笃会修道士在加拿大安顿下来，最后在马萨诸塞州的Spencer建立了圣若瑟修道院。

### 兴建主教座堂
1850年7月19日，教宗庇护九世将纽约教区升格为总教区，同年10月6日，总主教John Joseph Hughes宣布他想在曼哈顿下城新建一座主教座堂，取代老主教座堂。1866年，老座堂被大火摧毁，1868年重建。 
新座堂由小詹姆斯·倫威克设计，为哥特复兴式建筑风格。1858年8月15日举行了奠基典礼，就在教区孤儿院以南。当时，曼哈顿中城还远在纽约市的人口稠密区域以北。  

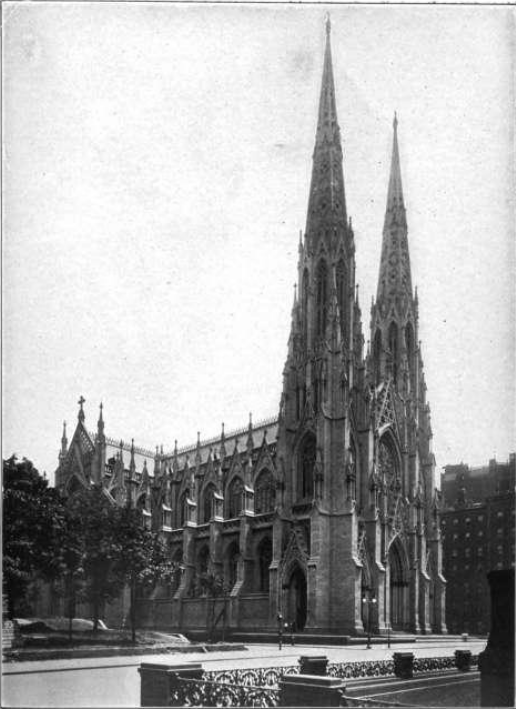
1913年照片

工程开始于1858年，但是受到美国内战的耽搁，1865年重新开工。座堂完成于1878年，1879年5月25日祝圣，以其巨大的体量高耸在当时的曼哈顿中城。1882－1884年增建了总主教和神甫住所，毗邻的学校（现已不存在）开放于1882年。1888年增建了西立面的钟楼，1901年开始增建东面，包括圣母小堂(Lady Chapel)，其花窗玻璃于1912－1930年在英格兰制造。1927－1931年座堂进行修理，安置了大管风琴，扩大了圣所。
1976年12月8日，主教座堂被列为国家历史地标。

## 建筑

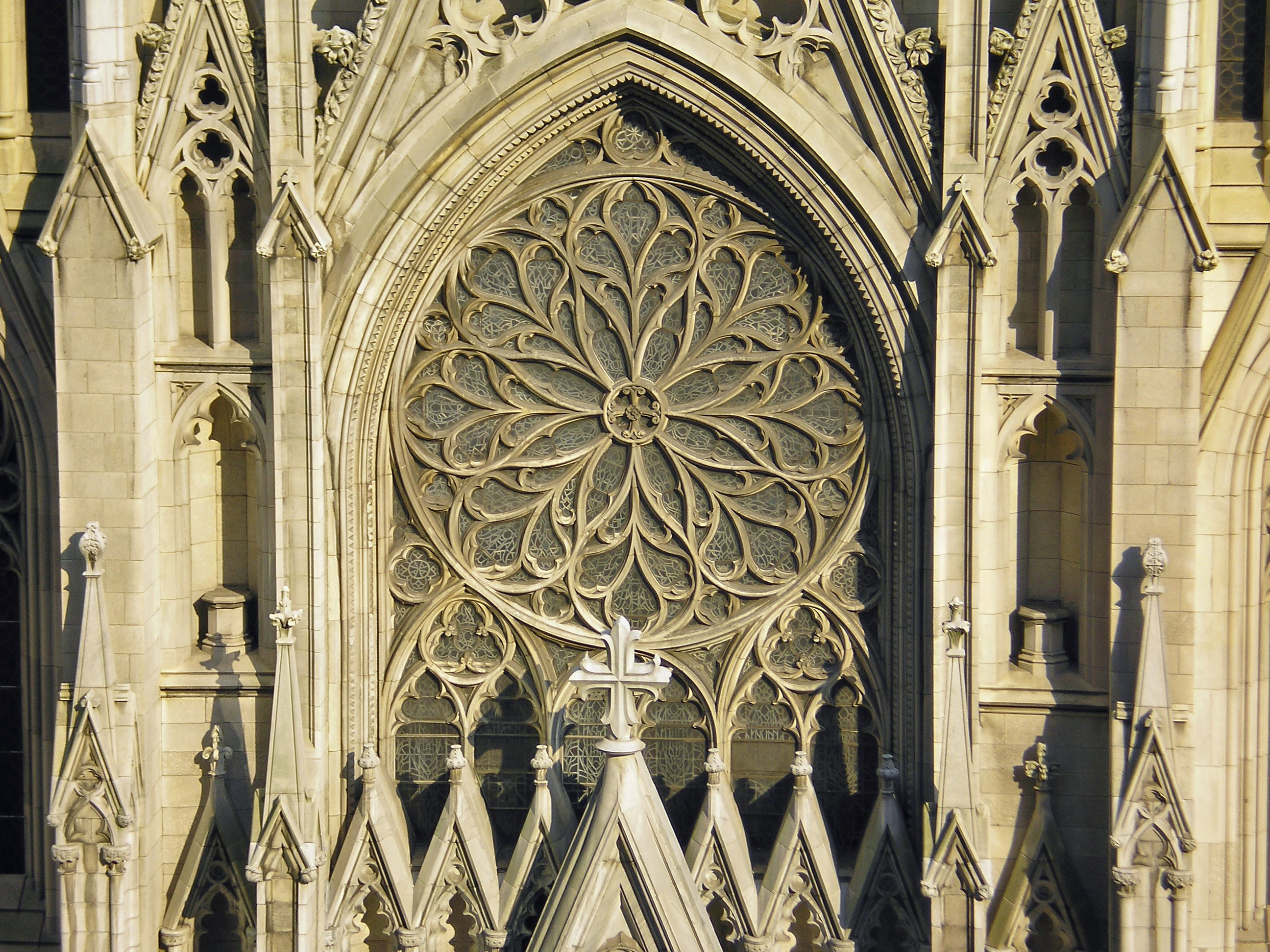
玫瑰窗

- 建筑材料使用采自纽约州和马萨诸塞州的白色大理石，能容纳2,200人
- 北到东51街，东到麦迪逊大街，南到东50街，西到第五大道
- 尖顶高100米
- 窗户由沙特尔、伯明翰和波士顿的艺术家制作，大玫瑰窗是Charles Connick的主要作品之一
- 圣弥额尔和圣路易祭坛由蒂芙尼公司设计。圣以利沙伯祭坛由罗马的Paolo Medici设计
- 圣若翰·喇沙祭坛纪念教师的主保圣人。毗邻的花窗玻璃描绘梵蒂冈授予喇沙会Bull of Approbation，后者自1848年起，在整个天主教纽约总教区开办了众多的中小学校，以及曼哈顿学院和Lincoln Hall.
- 苦路1893年在芝加哥哥伦布纪念博览会赢得艺术奖
- 《圣母怜子图》是米开朗琪罗作品的三倍大，由来自意大利卡拉拉的移民 Araldo Perugi雕刻
- 座堂后部有一尊教宗若望保禄二世的半身像，纪念他1979年访问纽约。
- 在1930年代末和1940年代初，弗兰西斯·斯贝尔曼总主教更新了主祭坛区域。
- 屋顶用缅因州Monson的石板制成

主教座堂在美国建筑师协会评选的150座美国最喜爱建筑中排名第11位。

## 图片集

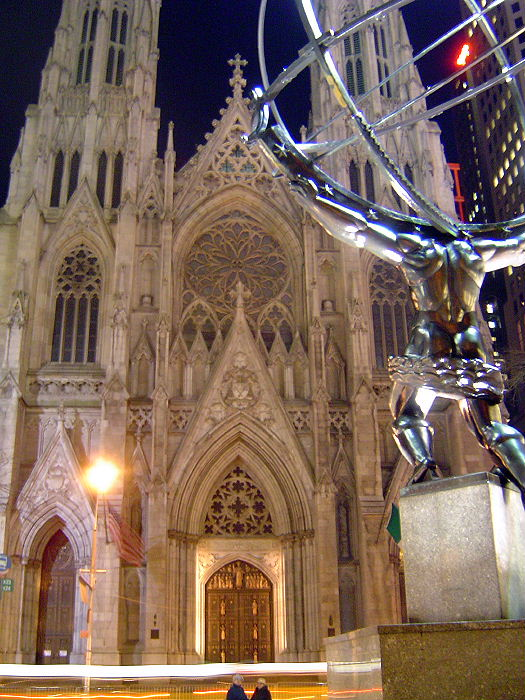
从第五大道对面看主教座堂和阿特拉斯铜像
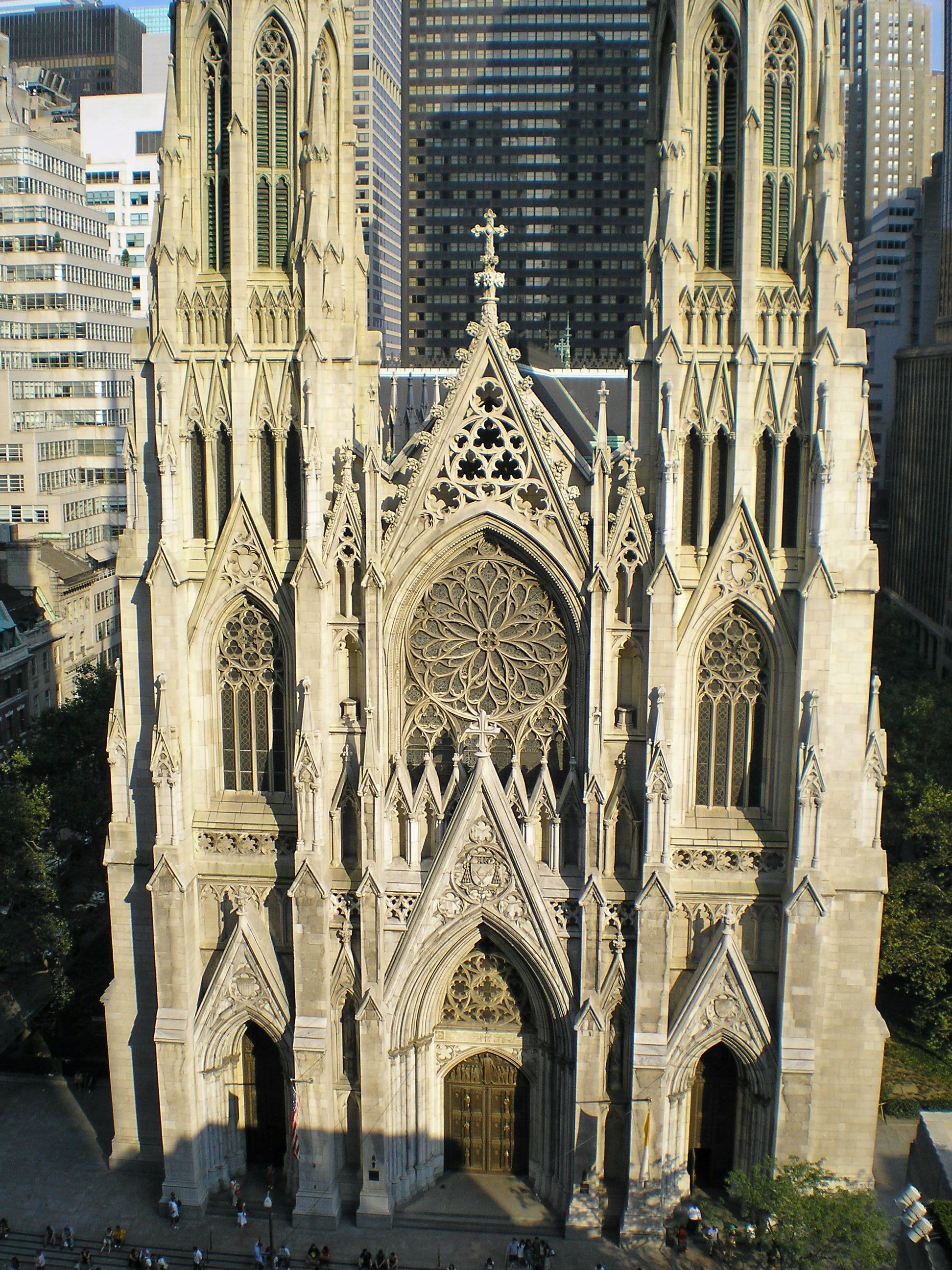
从洛克菲勒中心看圣巴德利爵主教座堂
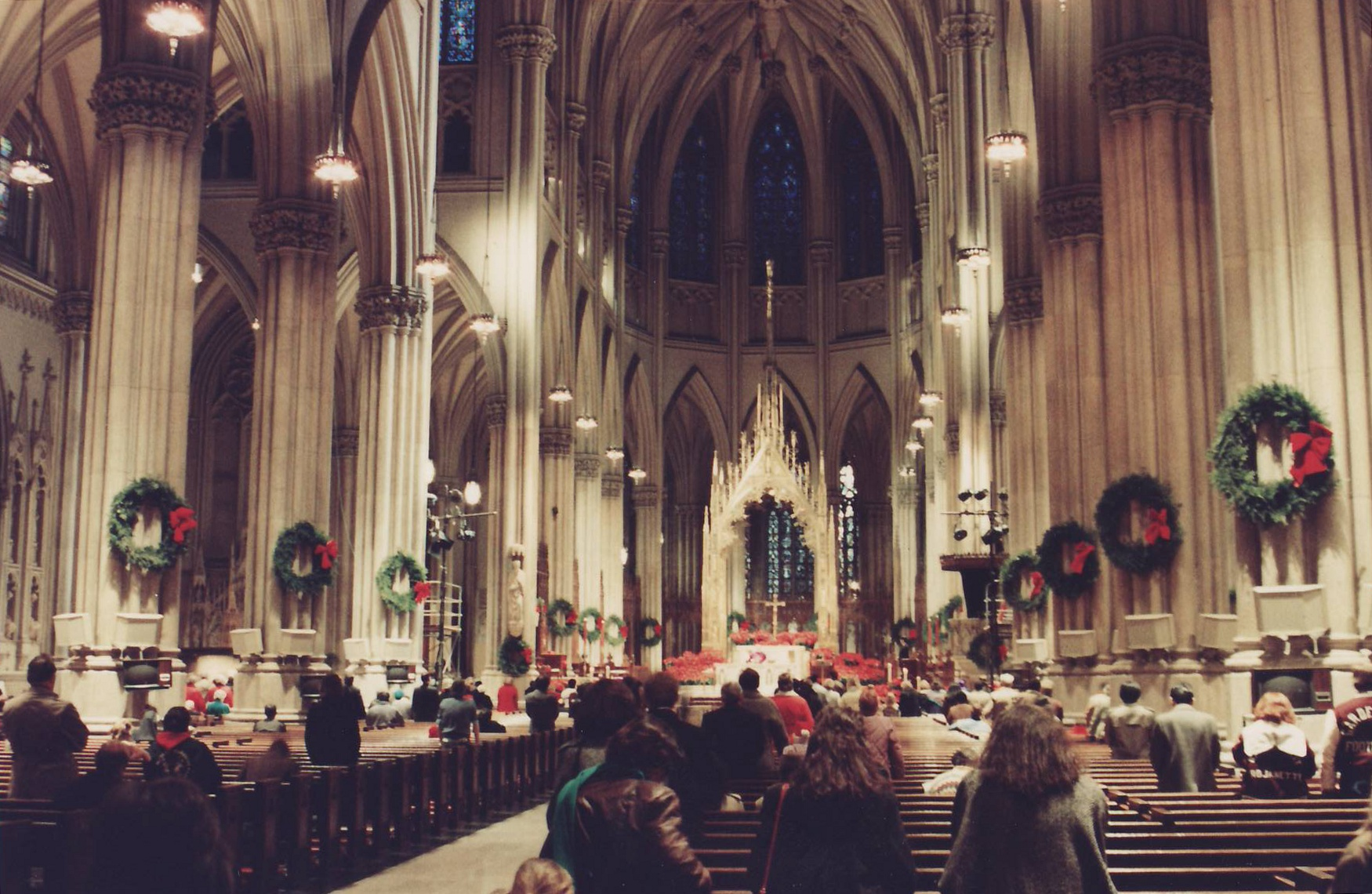
平安夜弥撒
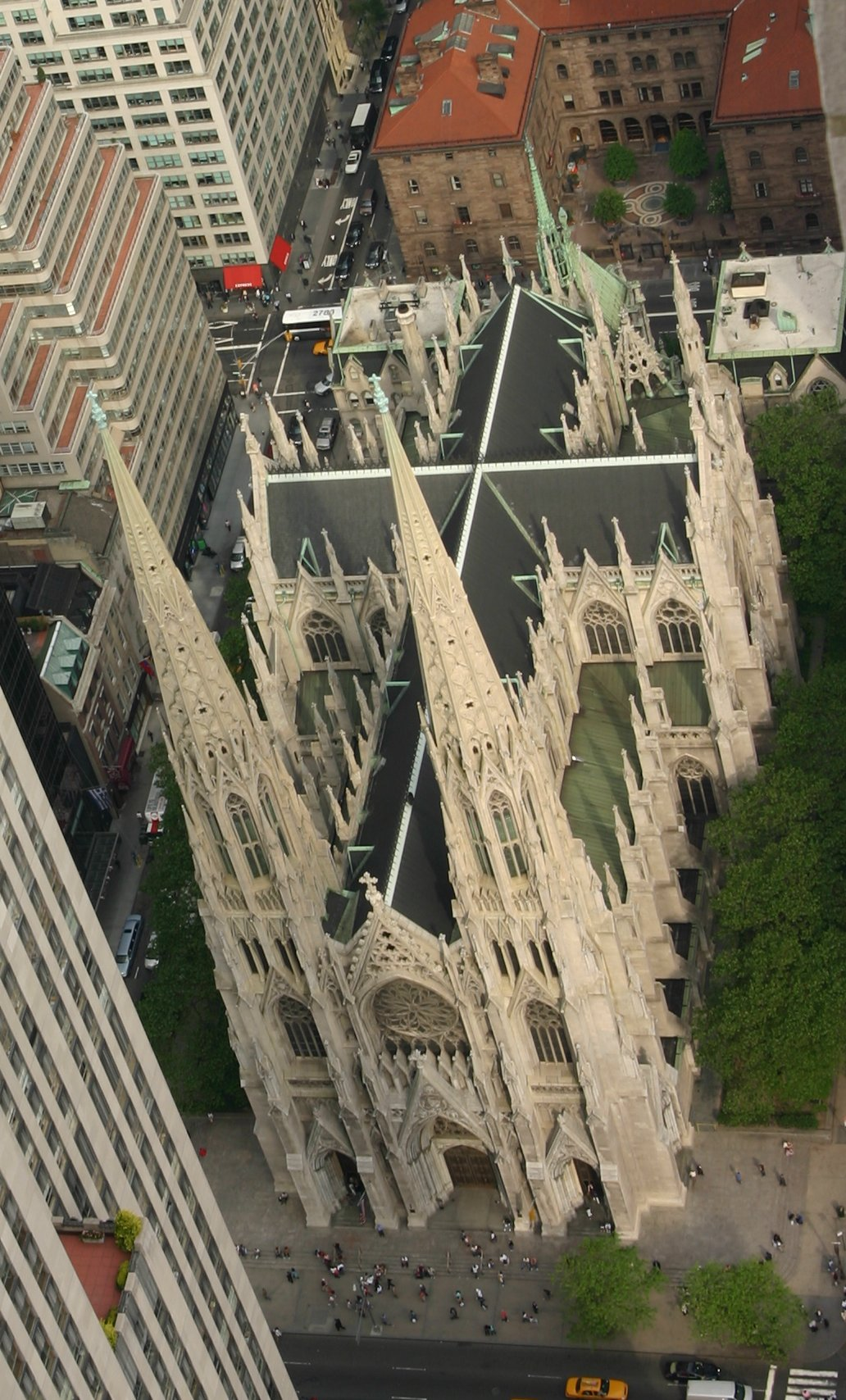
从洛克菲勒中心看圣巴德利爵主教座堂